# Giấc mộng đêm hè (overture)
Giấc mộng đêm hè là bản overture cung Mi trưởng Op.26 của nhà soạn nhạc người Đức gốc Do Thái Felix Mendelssohn. Khi đó Mendelssohn mới có 17 tuổi. Chàng thanh niên Mendelssohn đã lầy cảm hứng từ vở kịch cùng tên của đại văn hào người Anh William Shakespeare. Sau này, Mendelssohn đã bổ sung một số tiết mục âm nhạc nữa (trong đó có Hành khúc hôn lễ nổi tiếng ở cuối màn 4) cho lần dàn dựng vở kịch nổi tiếng này tại Potsdam vào năm 1843.